# Municipio de Union (condado de Lincoln)
El municipio de Union (en inglés: Union Township) es un municipio ubicado en el condado de Lincoln en el estado estadounidense de Misuri. En el año 2010 tenía una población de 2833 habitantes y una densidad poblacional de 17,21 personas por km².

## Geografía
El municipio de Union se encuentra ubicado en las coordenadas 39°8′46″N 91°0′23″O / 39.14611, -91.00639. Según la Oficina del Censo de los Estados Unidos, el municipio tiene una superficie total de 164.62 km², de la cual 163,27 km² corresponden a tierra firme y (0,82 %) 1,34 km² es agua.

## Demografía
Según el censo de 2010, había 2833 personas residiendo en el municipio de Union. La densidad de población era de 17,21 hab./km². De los 2833 habitantes, el municipio de Union estaba compuesto por el 97,74 % blancos, el 0,74 % eran afroamericanos, el 0,39 % eran amerindios, el 0,04 % eran asiáticos, el 0,11 % eran de otras razas y el 0,99 % eran de una mezcla de razas. Del total de la población el 1,27 % eran hispanos o latinos de cualquier raza.